# Wołodymyr Tatarincew

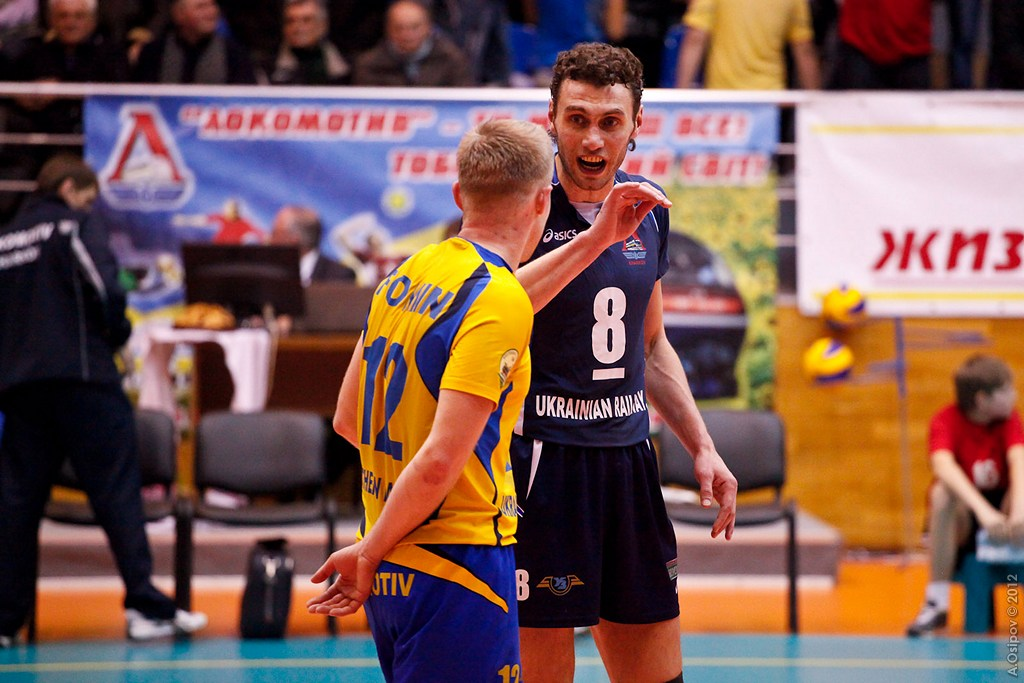

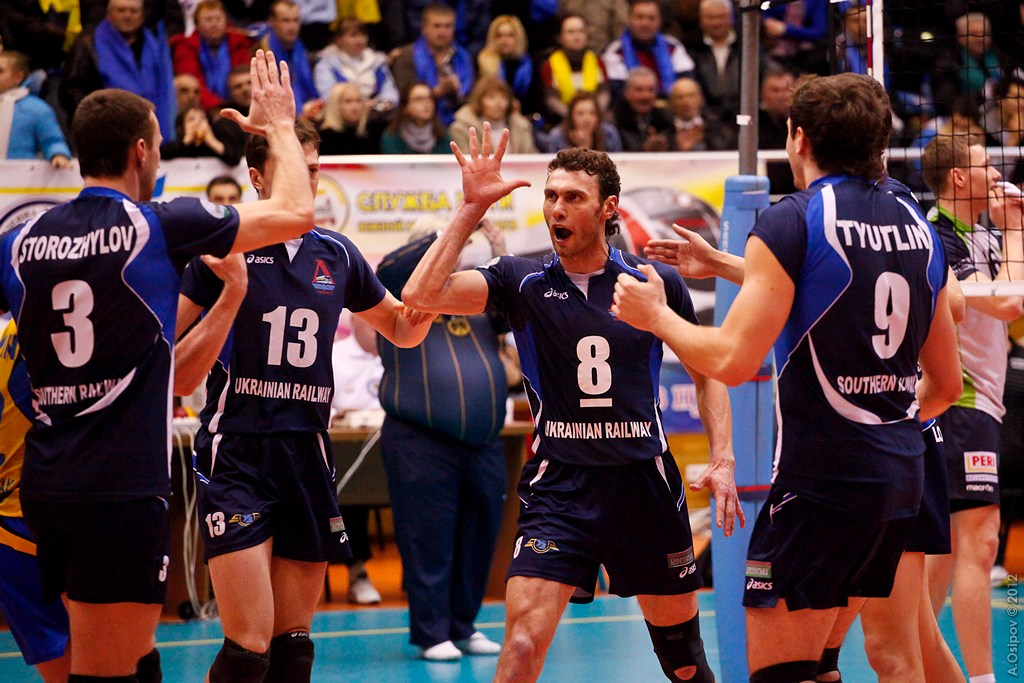

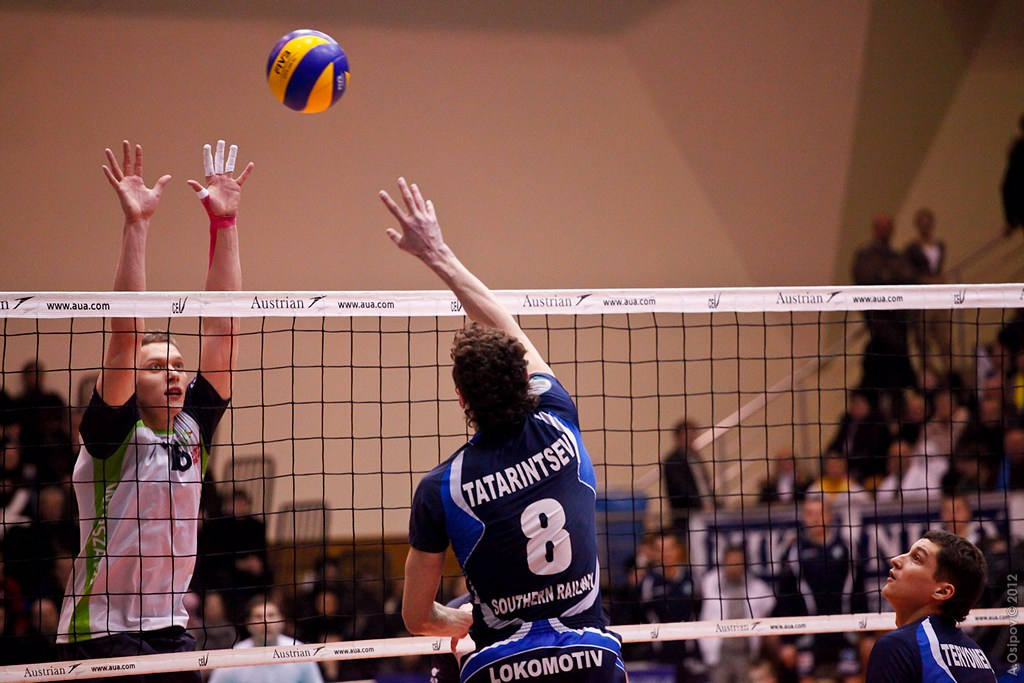
Wołodymyr Tatarincew podczas ataku z lewego skrzydła w meczu ćwierćfinałowym Pucharu Challenge pomiędzy Łokomotywem Charków a AZS-em Politechniką Warszawską w sezonie 2011/2012

Wołodymyr Jewhenowycz Tatarincew (ukr. Володимир Євгенович Татаринцев, ur. 19 marca 1980 w Chirchiqu) – ukraiński siatkarz, grający na pozycji przyjmującego, reprezentant Ukrainy.
Jego bracia Wałentyn i Jewhen, również uprawiali zawodowo siatkówkę.

## Przebieg kariery
| Lata                      | Klub                        |
| ------------------------- | --------------------------- |
| 1994–1995                 | Selmasz Chirchiq            |
| 1995–2000                 | Dorożnyk-SKA Odessa         |
| 2000–2005                 | Łokomotyw Charków           |
| 2005–2006 (do 10.04.2006) | Tonno Callipo Vibo Valentia |
| 2006 (od 04.2006)         | Fenerbahçe SK               |
| 2006–2017                 | Łokomotyw Charków           |

## Sukcesy klubowe
Liga uzbekistańska:
- 1995

Puchar Ukrainy:
- 1995, 2001, 2002, 2004, 2006, 2007, 2008, 2009, 2010, 2011, 2012, 2013, 2014, 2015[3]

Liga ukraińska:
- 1997, 1998, 1999, 2001, 2002, 2003, 2004, 2005, 2007, 2009, 2010, 2011, 2012, 2013, 2014, 2015, 2016, 2017[4]
- 1996, 2000, 2008

Puchar Top Teams:
- 2004
- 2003

Liga turecka:
- 2006